# Eudule
Eudule là một chi bướm đêm thuộc họ Geometridae.

## Các loài
- Eudule pulchricolora Hübner, 1823